# Râsul iese pe cărare
Râsul iese pe cărare (în rusă Рысь выходит на тропу, transliterat: Rîs vîhodit na tropu) este un film de aventuri sovietic din 1983, regizat de Agasi Babaian. El continuă acțiunea filmului Pe poteca nețărmuritei iubiri (1971) și este cel de-al doilea film al tetralogiei despre râsul îmblânzit Kunak (în rusă Кунак). Rolul principal a fost interpretat de actorul Dmitri Orlovski.
Acțiunea filmului are loc într-o rezervație naturală din taigaua sovietică, protejată de un pădurar bătrân și de un milițian tânăr. Bătrânul pădurar cutreieră zilnic rezervația, însoțit de un râs crescut de el, iar în cursul unei astfel de expediții descoperă un grup de braconieri periculoși pe care îi prinde cu ajutorul prietenului său necuvântător.
Filmul, care prezintă comuniunea sufletească între om și celelalte vietăți ale pădurii, este dedicat memoriei lui Vitali Bianki (1894–1959), un prolific scriitor rus de literatură pentru copii și de cărți despre natură.

## Rezumat
Acțiunea acestui film are loc la zece ani după întâmplările prezentate în filmul Pe poteca nețărmuritei iubiri (1971). În timp ce cutreiera pădurea pentru a o păzi de braconieri, bătrânul pădurar Mihalîci găsise un pui de râs, pe care-l adusese la cabana sa și îl îngrijise ca pe propriul său animal de companie, dându-i numele Kunak. Între om și animalul sălbatic se închegase atunci o legătură afectivă puternică.
Anii au trecut, iar râsul crescut de bătrânul pădurar este acum adult și simte chemarea sălbăticiei. Pădurarul și râsul cutreieră zilnic rezervația, iar Mihalîci salvează ieruncile prinse în gheața bălților sau urmărește lupta dintre un cerb și o haită de lupi. La un moment dat, Kunak își întâlnește perechea și, urmând legile naturii, îl părăsește pe Mihalîci și se duce în pădure. Pentru a-și mai alina singurătatea, pădurarul adoptă atunci ca nou animal de companie un cățel, căruia îi dă numele Altai (după regiunea de proveniență a mamei sale). În primăvara următoare Kunak este grav rănit într-o luptă cu un jder, fiind găsit și salvat de prietenul pădurar. Odată vindecat, râsul rămâne la cabana pădurarului și îl însoțește adesea, alături de cățelul Altai, în patrulările sale zilnice prin rezervație.
Într-una din zile, Mihalîci întâlnește trei braconieri, care fuseseră eliberați recent din închisoare și pretind acum că sunt geologi, și îi avertizează să nu se mai întoarcă acolo. Cu toate acestea, cu ocazia unei drumeții prin pădure, efectuate împreună cu milițianul local Fedea Gavrilov, pădurarul descoperă o capcană pusă de braconieri și eliberează un pui de urs care-și prinsese piciorul în ea. Liniștea rezervației este tulburată câtva timp mai târziu de zborul la mică înălțime a unui elicopter, care fusese închiriat pentru o expediție geologică. Mihalîci aude câteva focuri de armă, găsește tubul gol al unui cartuș, apoi observă urmele însângerate ale unei ursoaice rănite și îl anunță pe Fedea pentru a face investigații.
Pădurarul și milițianul pornesc în ziua următoare într-o expediție prin rezervație, bănuind că braconierii se vor întoarce pentru a ridica animalele doborâte. Bănuiala lor se adeverește: elicopterul aterizează într-o poiană, iar braconierii coboară și pleacă după pradă. În acest timp, râsul se strecoară înăuntru și împiedică decolarea. Milițianul Gavrilov și pădurarul Mihalîci sosesc la timp pentru a-i surprinde pe braconieri cu prada, iar bandiții sunt conduși în oraș pentru cercetări.

## Distribuție
- Dmitri Orlovski — pădurarul Mihalîci[1][6][7]
- Filimon Sergheev — locotenentul de miliție Fedor (Fedea) Gavrilov[1][6][7]
- Serghei Iurtaikin — braconierul Lioha[1][7]
- Igor Kașințev — pasagerul elicopterului, „Șeful cel mare”[1][7]
- Evgheni Moskaliov — braconierul blond[1][7]
- Anatoli Harlanov — pilotul elicopterului[1][7]
- Igor Ciurikov — braconierul bărbos[1][7]

## Producție

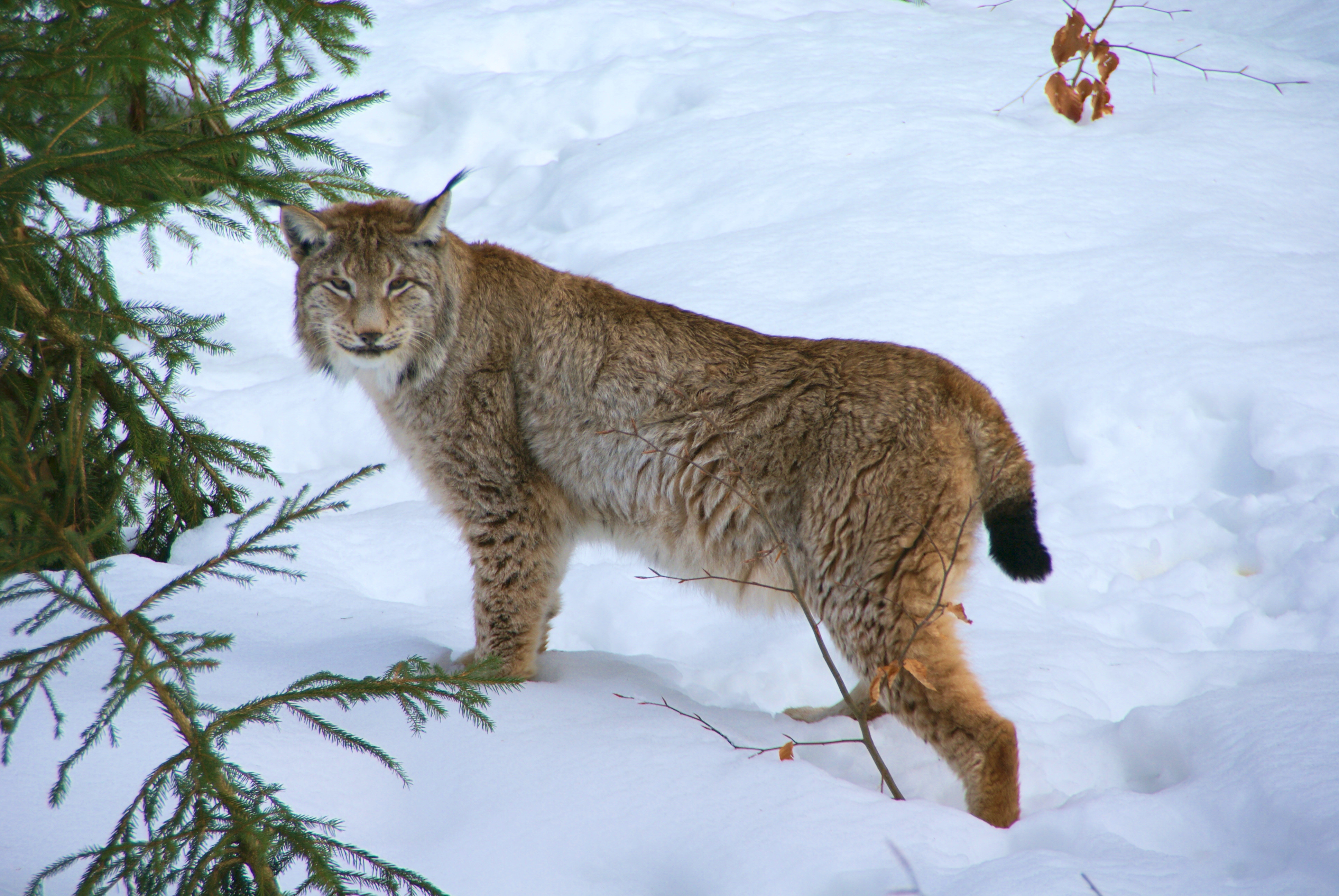
Un râs eurasiatic (Lynx lynx) în Parcul național Bayerischer Wald

Filmul a fost produs de compania sovietică Țentrnaucifilm („Studioul central de știință popularizată”) și a fost regizat de Agasi Babaian după un scenariu scris de Leonid Belokurov și Nikolai Kemarski, în colaborare cu Babaian. Producția a fost coordonată de directoarea Liudmila Kostina, de administratorul I. Slovin și de redactorul V. Russo. Au fost folosiți trei consultanți: profesorul Anatoli Nikiforovici Zahlebnîi (care participase și la realizarea filmului anterior), zoologul Rostislav Șilo, director al Grădinii Zoologice din Novosibirsk (1969–2016), și A.A. Ulitin. Râsul iese pe cărare este cel de-al doilea film al tetralogiei despre râsul îmblânzit Kunak, fiind precedat de Pe poteca nețărmuritei iubiri (Тропой бескорыстной любви, 1971, realizat după o povestire a lui Vitali Bianki) și urmat de Râsul se întoarce (Рысь возвращается, 1986) și Râsul merge pe potecă (Рысь идёт по следу, 1994).
Succesul comercial al primului film al tetralogiei, Pe poteca nețărmuritei iubiri (1971), se datorase în primul rând comportamentului aproape natural al râsului, care a creat publicului impresia că întâmplările erau spontane și nu rezultatul unui scenariu. Astfel, în cuvântul înainte al povestirii scrise pe baza scenariului, prozatorul și scenaristul rus Iuri Naghibin scria că: „Râsul se comportă atât de natural, atât de spontan pe ecran încât îți imaginezi că filmul a fost destul de ușor de realizat. Dar nu a fost deloc așa. Această aparentă ușurință a fost rezultatul a doi ani de eforturi intense, iar fiecare secvență a necesitat o răbdare infinită, transpirație și chiar sânge. Căci râsul, atunci când se sătura de camera enervantă, era înclinat să uite de actorie și să-și manifeste în mod liber temperamentul său natural asupra colegilor săi actori.”.
Filmările au fost realizate pe peliculă color în cursul anului 1982, sub coordonarea directorului de imagine Anatoli Kaznin, și au avut loc, la fel ca și în cazul primului film, la baza „Kinozverobaza” (în rusă Кинозверобаза) din satul Leonovo⁠(en)[traduceți] (raionul Petușki⁠(en)[traduceți], regiunea Vladimir), care fusese fondată în 1947 la inițiativa cineastului sovietic Aleksandr Zguridi⁠(fr)[traduceți] pentru pregătirea profesională a animalelor ce urmau să apară în filme. Cabana pădurarului Mihalîci a fost amenajată pe teritoriul zoobazei, în mijlocul pădurii. Dresorii animalelor au fost T. Sabitova și N. Sedușkina. Rolurile principale au fost interpretate de actorii Dmitri Orlovski (pădurarul Mihalîci), Filimon Sergheev (locotenentul de miliție Fedor Gavrilov), Igor Kașințev („Șeful cel mare”), Serghei Iurtaikin, Evgheni Moskaliov și Igor Ciurikov (braconierii). Niciun personaj feminin nu apare în filmul Râsul iese pe cărare, dar ele există fără însă ca regizorul să le prezinte, deoarece le consideră a fi „de la sine înțelese”.
Decorurile au fost proiectate de Iuri Holin, iar costumele au fost confecționate de designerul M. Nujdin, care s-a ocupat și de recuzită. Sunetul a fost înregistrat de inginerul Nikolai Kuznețov, iar muzica a fost compusă de compozitorul sovietic de origine ucraineană David Krivițki și interpretată de Orchestra Simfonică de Stat a Cinematografiei⁠(en)[traduceți] dirijată de Aleksandr Petuhov⁠(ru)[traduceți]. Montajul filmului a fost realizat de A. Sivkova. Lungimea peliculei este de 1.957 de metri.

## Recepție

### Lansare
Râsul iese pe cărare a fost lansat pe 13 mai 1983 în Uniunea Sovietică și a avut parte de succes comercial, fiind vizionat de 6,5 milioane de spectatori. El a fost distribuit apoi și în alte țări precum Finlanda (13 noiembrie 1983), Republica Socialistă România (30 aprilie 1984), Republica Democrată Germană (13 iulie 1984, premieră TV pe 7 decembrie 1985 la DFF 1) și Republica Populară Ungară (3 ianuarie 1985).
Premiera filmului în România a avut loc în 30 aprilie 1984; filmul, care a fost prezentat de presa epocii ca „delicata prietenie dintre un pădurar și o viețuitoare” sau ca „o duioasă relatare a prieteniei dintre un vînător și o viețuitoare a pădurii”, a rulat în perioada următoare în unele cinematografe bucureștene precum Timpuri Noi (aprilie–mai 1984), Pacea (mai 1984) și Munca (mai 1984), dar și în unele cinematografe din alte orașe (de exemplu, la Timișoara, Lugoj, Iași ș.a.), inclusiv până în decembrie 1985. Râsul iese pe cărare a fost difuzat în premieră de Televiziunea Română sub formă de serial TV în patru episoade în cadrul rubricii Telefilmoteca de ghiozdan a emisiunii duminicale Lumea copiilor (în zilele de 27 martie, 3 aprilie, 10 aprilie și 17 aprilie 1988).
Prima lansare a filmului pe suport DVD a avut loc în Rusia în 28 mai 2009.

### Răspuns critic
Criticul de film român D.I. Suchianu susținea într-o cronică publicată în revista România literară că Râsul iese pe cărare este „un film de o mare originalitate” cu „factură de film documentar, de «cine-adevăr»”, care prezintă o „poveste cu atît mai patetică cu cît nu conține nimic melodramatic”. Acțiunea filmului pare atât de naturală încât, potrivit criticului, spectatorii trăiesc întâmplările celor două ființe omenești în mijlocul naturii ca și cum ar fi ar participa ei înșiși la acele întâmplări și ar cunoaște „de când lumea” toate vietățile întâlnite pe potecile pădurii.
Enciclopedia cinematografică germană Lexikon des internationalen Films descrie astfel acest film: „Un paznic de vânătoare își caută râsul, pe care l-a adus și l-a îmblânzit încă de când era un animal tânăr. Ceea ce îl îngrijorează este faptul că umblă braconieri pe terenul său de vânătoare. Film sovietic cu animale.”.

### Premiu
Râsul iese pe cărare a obținut Diploma juriului pentru cea mai bună reprezentare artistică a temei „Omul și natura” la cea de-a XVI-a ediție a Festivalului Unional de Film de la Leningrad din 1983, în cadrul secțiunii de filme de lungmetraj.